# Focus 12
Focus 12 is een studioalbum van Focus.

## Inleiding
Focus speelt al jaren muziek met balans tussen progressieve rock, jazz en klassieke muziek. De eerste albums uit de jaren zeventig hadden die, maar het handhaven daarvan bleek in de 21e eeuw moeilijk. Progarchives en IO Pages constateerden echter dat het album Focus 12 nog steeds de knappe mengeling liet horen met als uitschieter de openingstrack. Verderop op het album haalde Van Leer zijn portie klassieke muziek weer naar boven (Nura en Gaia). De recensent van Progwereld zag het anders. Hij zag de wonderlijke muziekstijl ook bij dit album (verder) verloren gaan, alhoewel ze nog af en toe naar voren kwam.
Het album werd opgenomen in de Wisseloordstudio's. Het album werd gestoken in een hoes ontworpen door Roger Dean, bewonderd door Progarchives en IO Pages, maar verguisd door opnieuw Progwereld.

## Musici
- Thijs van Leer (dan 75) – dwarsfluit, orgel, piano, synthesizers
- Menno Gootjes – gitaar, piano, synthesizers
- Udo Pannekeet – basgitaar, synthesizers, programmeerwerk
- Pierre van der Linden - drumstel

## Muziek
| Nr. | Titel                    | Duur |
| --- | ------------------------ | ---- |
| 1.  | Fjord Focus (Van Leer)   | 4:26 |
| 2.  | Focus 13 (Van Leer)      | 5:12 |
| 3.  | Béla (Van Leer)          | 4:10 |
| 4.  | Meta infefinita (Focus)  | 4:39 |
| 5.  | All aboard (Pannekeet)   | 4:34 |
| 6.  | Born to be you (Gootjes) | 1:51 |
| 7.  | Nura (Van Leer)          | 4:00 |
| 8.  | Bowie (Van Leer)         | 3:27 |
| 9.  | Positano (Van Leer)      | 3:31 |
| 10. | Gaia (Van Leer)          | 4:18 |

Meta indefinita is ontstaan tijdens improvisaties, Nura heet de dochter van Pannekeet. Bowie, Béla en Gaia zijn kleinkinderen van Van Leer.

## Nasleep
Alhoewel noteringen in albumlijsten bij albums van Focus al jaren niet meer te vinden zijn, ging Focus na het uitbrengen op tournee in de Verenigde Staten en Europa. Ze verzorgde samen met Asia een aantal concerten.